# オキナワギク

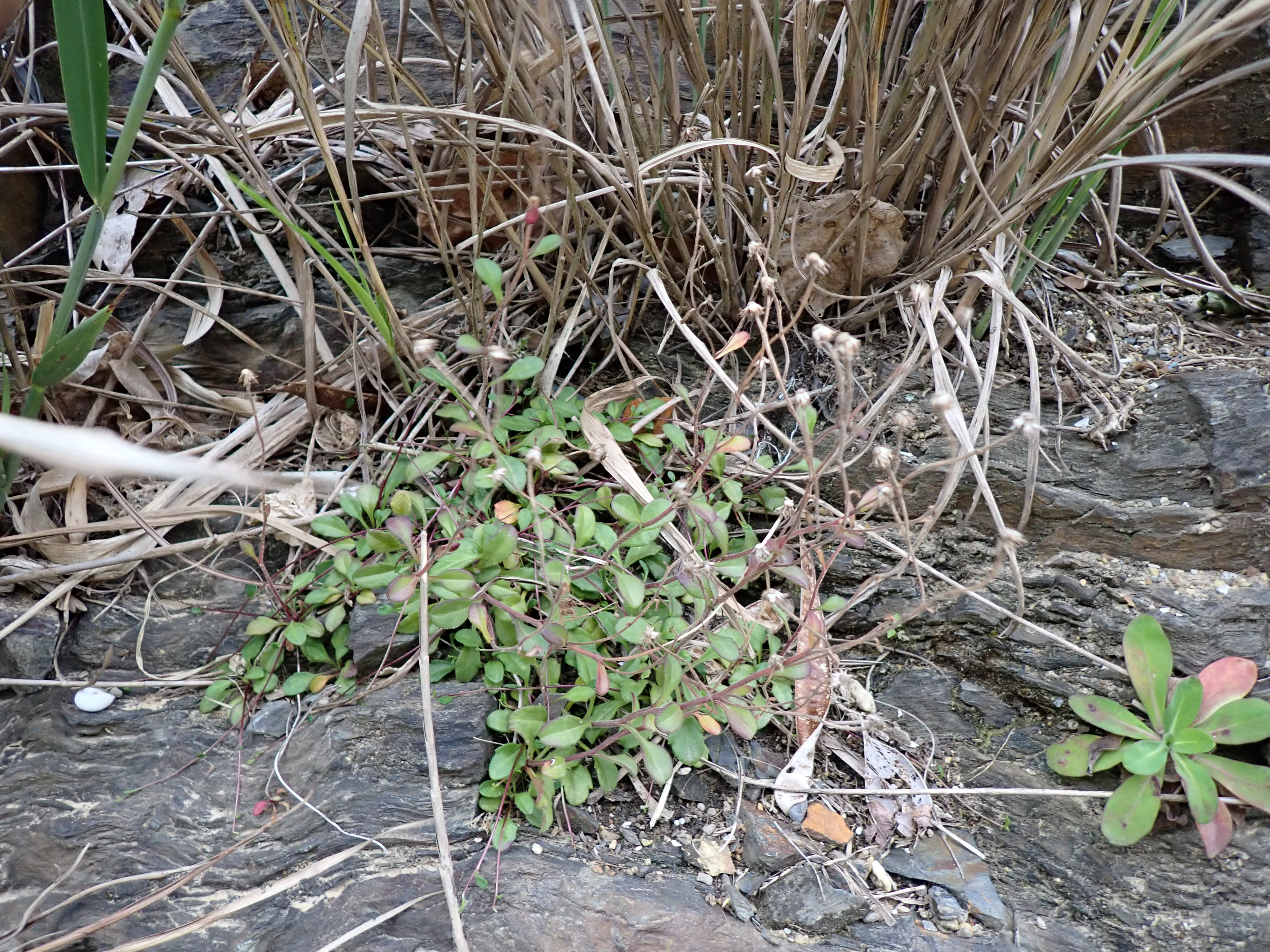
花の終わったオキナワギク（2025年2月 沖縄県東村）

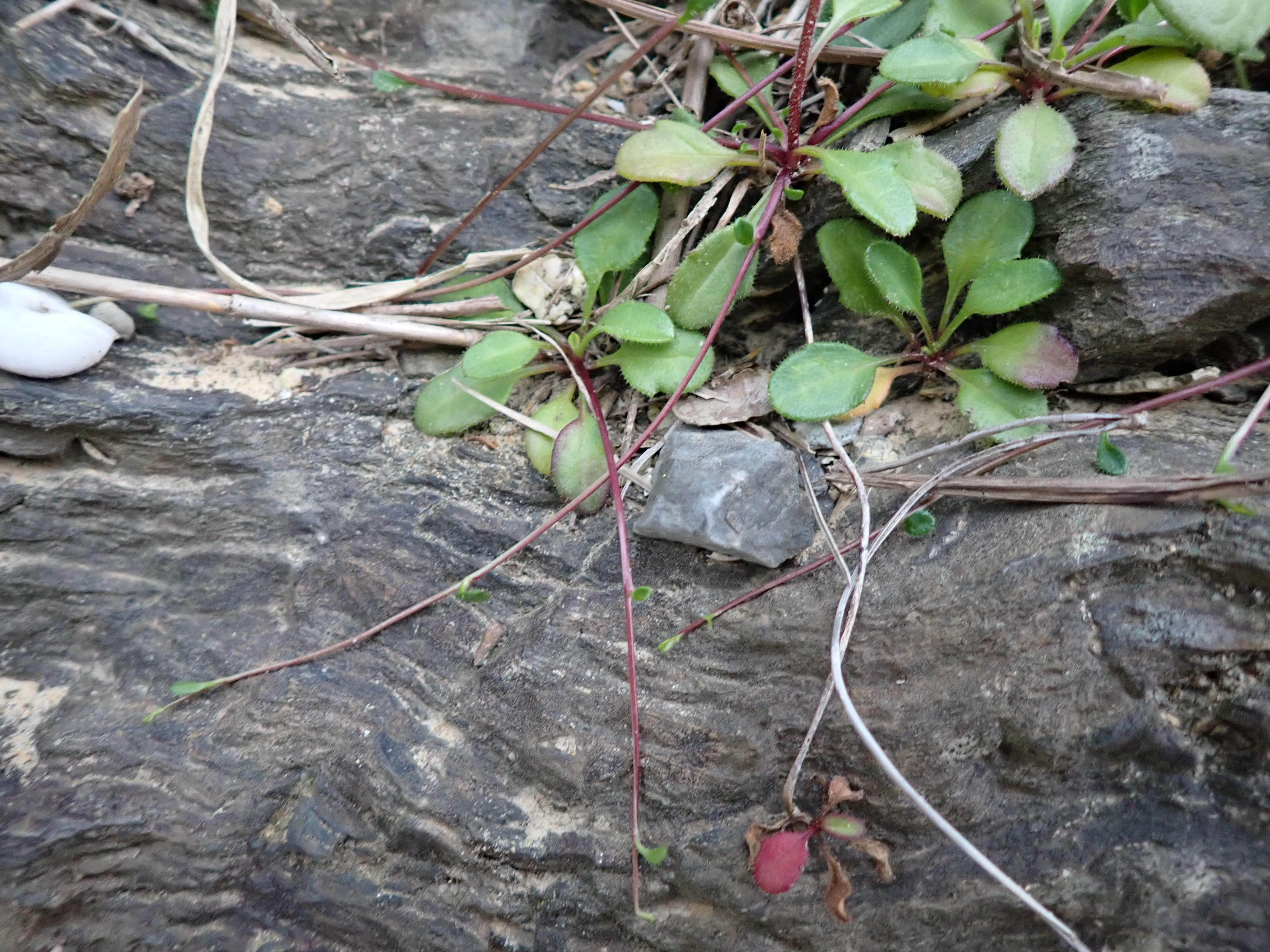
走出茎（2025年2月 沖縄県東村）

オキナワギク（学名：Aster miyagii）はキク科シオン属の多年生草本。環境省絶滅危惧II類（VU）、沖縄県絶滅危惧II類（VU）、IUCNカテゴリーVU。

## 特徴
本種の特徴である走出茎（ランナー、匐枝）は細く、地上を這い、節部から根と根生葉を出す。根生葉はロゼット状につき、円形～倒卵形で両面に粗毛があり、厚く全縁または低鋸歯縁。根生葉は花期も残る。花茎は高さ10–30 cmで、上部で2–3分枝する。頭花は径2–2.5 cmで茎や枝先につき、舌状花は白色または淡青紫色。花期は10–12月。
キク科シオン属の中では、本種のみが細長い走出茎を出す点で、同属の他種と区別される。

## 分布と生育環境
鹿児島県奄美大島、加計呂麻島、請島、徳之島、沖縄県沖縄本島北部、藪地島。沖縄本島では北部の東海岸、非石灰岩地の海辺の崖や岩の上に、藪地島では海食崖の上にそれぞれ生育する。護岸や道路工事、園芸用の採集で減少。